# Lepidium catapycnon
Lepidium catapycnon är en korsblommig växtart som beskrevs av Hewson. Lepidium catapycnon ingår i släktet krassingar, och familjen korsblommiga växter. Inga underarter finns listade i Catalogue of Life.